# Artoriellula
Artoriellula is een geslacht van spinnen uit de familie wolfspinnen (Lycosidae).

## Soorten
De volgende soorten zijn bij het geslacht ingedeeld:
- Artoriellula bicolor (Simon, 1898)
- Artoriellula celebensis (Merian, 1911)